# W.A. Maree
Willem Adriaan Maree (né le 7 août 1920 à Brandfort en Afrique du Sud et mort le 26 mai 1980) est un fermier et un homme politique sud-africain, membre du parti national, chef du parti national du Natal, membre de la chambre de l'assemblée du parlement pour la circonscription de Newcastle (1948-1968) et membre du gouvernement Verwoerd et du gouvernement Vorster. 

## Biographie
Marié en 1945 à Martha Maria Magdalena Jansen van Rensburg avec laquelle il a un fils et une fille, Willie Maree remporta en 1948 la circonscription de Newcastle avec une faible majorité dans une province acquise au parti uni. Âgé de 27 ans, il est alors le plus jeune membre du parlement et devient, dans les années 50 et 60, une personnalité importante du parti national, dirigeant le parti au Natal.  Membre de la commission des affaires indigènes au parlement de 1954 à 1958, il entre dans le gouvernement Verwoerd en 1958 en tant que ministre de l'éducation bantoue.
Nommé ministre des travaux publics, du développement communautaire, des affaires sociales et des pensions, il quitte, pour des raisons de santé, ses fonctions dans le gouvernement Vorster et au parlement en août 1968, à l'occasion d'un remaniement ministériel.